# Ликова (река)
Ликова́ (Ли́ковка) — река в России, протекает в Москве и Московской области приблизительно в 10 км юго-западнее МКАД. Левый приток реки Незнайки. Название происходит от фамилии, перенесено с соответствующей деревни (Ли́ково). В дальнейшем имя гидронима изменилось по аналогии с названиями крупных рек (Москва́, Протва́), в результате чего возникла форма «Ликова́».

## География

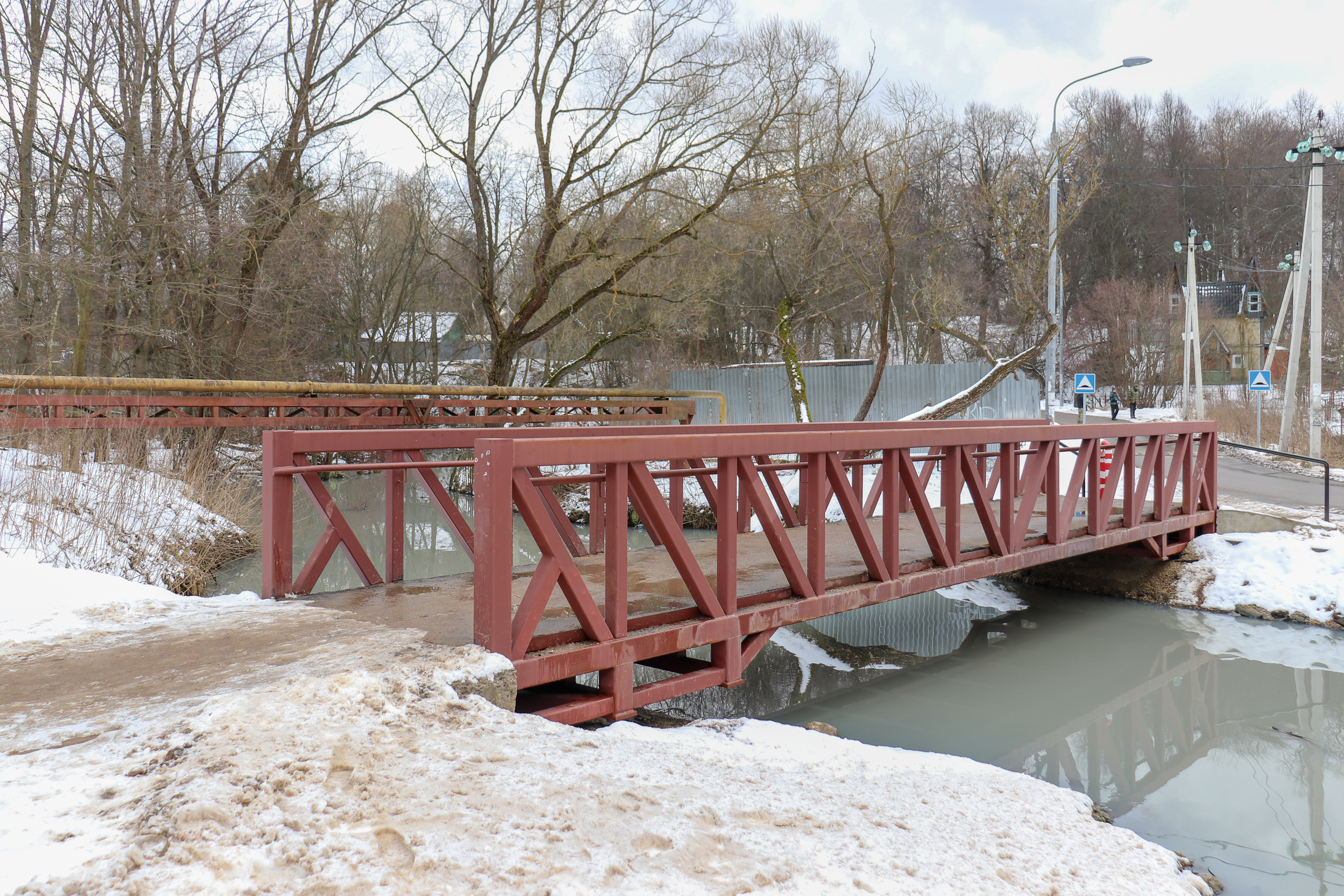
Мостик над рекой около деревни Мешково

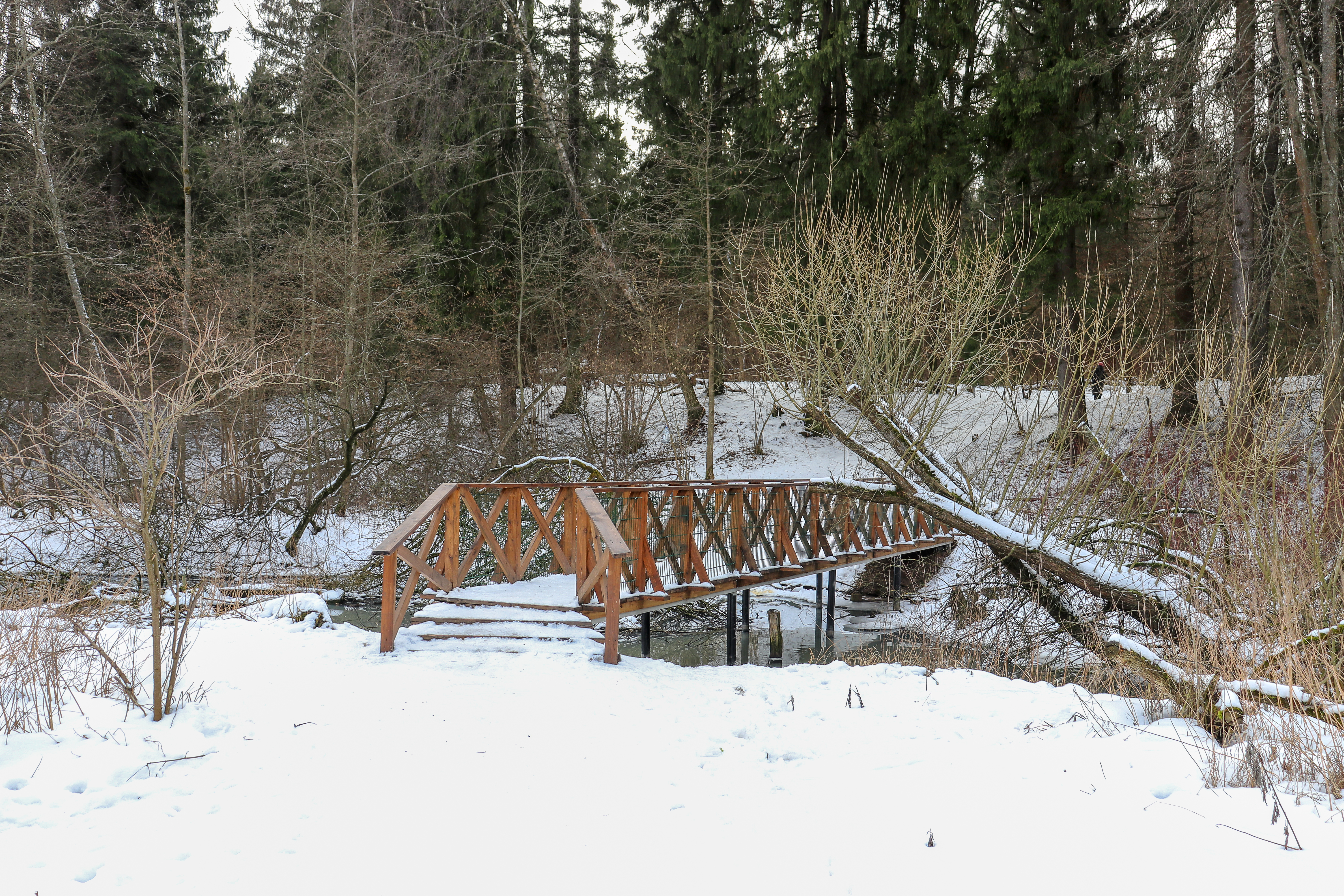
Мостик над рекой около деревни Мешково

Река Ликова берёт начало у деревни Трубачеевка неподалёку от платформы Здравница Смоленского направления Московской железной дороги. Течёт на юго-восток. Река протекает по границе московского района Внуково, через Ульяновский лесопарк. Река пересекает Минское шоссе, Киевское направление МЖД, Боровское шоссе и Киевское шоссе. Устье реки находится в 4,2 км по левому берегу реки Незнайки. Длина реки составляет 21 км.
Вдоль течения реки расположены населённые пункты (от истока до устья) Трубачеевка, Бородки, Лесной Городок, Изварино с одноимённой усадьбой, Ликова, Пыхтино, Лапшинка, Мешково, Верхнее Валуево, Валуево с одноимённой дворянской усадьбой, Пушкино, Филимонки с одноимённой усадьбой. Большая часть реки проходит через Новомосковский административный округ Москвы.
Притоки: Верхний Внуковский ручей, Нижний Внуковский ручей, Мешковский ручей, Передельцевский ручей, Марьинский ручей.

## Данные водного реестра
По данным государственного водного реестра России относится к Окскому бассейновому округу, водохозяйственный участок реки — Пахра от истока и до устья, речной подбассейн реки — бассейны притоков Оки до впадения Мокши. Речной бассейн реки — Ока.
Код водного объекта в государственном водном реестре — 09010101612110000024043.